# 청동북 (부산광역시 유형문화재 제170호)
청동북(靑銅金鼓)은 부산광역시 남구 부산시립박물관에 있는 청동북이다. 2016년 3월 16일 부산광역시의 유형문화재 제170호로 지정되었다.

## 개요
청동북은 문양의 특징이나 형식으로 볼 때 전형적인 고려시대 전기~중기의 청동북이다. 앞면 중앙에는 북을 치기 위한 8엽의 연화문이 양각으로 새겨진 연화형의 당좌 부분을 중심으로 문양들이 새겨져 있는데, 문양과 조각의 상태가 좋은 편이다. 뒷면은 둥글게 구멍이 뚫려서 속이 비어 있으며, 측면에는 꼭지 3개가 달려 있는데, 2개의 꼭지에는 청동북을 매달기 위해서 사용했던 철제 고리가 그대로 남아 있다.
청동북 안쪽 부분에는 형지, 혹은 주조용 고정 못으로 사용되었던 것으로 추정되는 작은 못 같은 형태의 흔적이 여러 곳에서 확인된다. 지금까지 알려진 청동북 중에는 엑스선 사진에 의해서 형지의 흔적이 확인되는 경우가 있긴 하지만, 내면에 주조 상황을 알 수 있는 청동 못 흔적과 같은 사례가 남아 있는 경우는 별로 없기 때문에 청동북 주조 과정을 연구할 수 있는 중요한 자료라고 생각된다.
청동북은 보존상태가 좋고 우수한 고려시대 청동북으로 비교적 남아 전하는 유물이 드문 고려 전기~중기 경에 제작된 작품이라는 희소가치가 있으며, 고려시대 불교 공예품 연구에 중요한 작품으로 평가되는 문화재이다.

## 참고 자료
- 청동북 - 국가유산청 국가유산포털